# Nati nel 1905/Agosto
| Questa pagina contiene informazioni ricavate automaticamente dalle voci biografiche con l'ausilio del template Bio e di un bot. L'aggiornamento è periodico e automatico e ricostruisce completamente la pagina. Se manca una persona in questa lista, sei pregato di non aggiungerla, ma accertati piuttosto che la sua voce biografica contenga il template Bio e che i dati anagrafici siano correttamente compilati. Se il template Bio manca, inseriscilo tu stesso o, in alternativa, metti l'avviso {{tmp\|Bio}} che ne segnala la mancanza. Se i dati riportati sono sbagliati, correggi direttamente la voce biografica; le modifiche saranno visibili in questa lista entro pochi giorni. Per chiarimenti vedi il progetto biografie. La lista contiene solo le 135 persone che sono citate nell'enciclopedia e per le quali è stato implementato correttamente il template Bio. Pagina aggiornata al 10 ago 2025. |

- 1º agosto - Paolo De Poli, artista italiano († 1996)
- 1º agosto - Rudolf Dilong, poeta e presbitero slovacco († 1986)
- 1º agosto - Giuseppe Ferrera, maratoneta italiano († 1964)
- 1º agosto - Helen Sawyer Hogg, astronoma canadese († 1993)
- 1º agosto - Pietro Lecciso, politico e avvocato italiano († 1983)
- 1º agosto - Giuseppina Panzica, patriota italiana († 1976)
- 1º agosto - Ada Vojcik, attrice sovietica († 1982)
- 2 agosto - Charles Clyde Ebbets, fotografo statunitense († 1978)
- 2 agosto - Karl Amadeus Hartmann, compositore tedesco († 1963)
- 2 agosto - Myrna Loy, attrice statunitense († 1993)
- 3 agosto - Giovanni Albera, calciatore italiano († 1973)
- 3 agosto - Dürriye Sultan, principessa ottomana († 1922)
- 3 agosto - Antonio Forniz, partigiano, giornalista e storico italiano († 1984)
- 3 agosto - Franz König, cardinale e arcivescovo cattolico austriaco († 2004)
- 3 agosto - Maggie Kuhn, attivista statunitense († 1995)
- 3 agosto - Horacio Muñoz, calciatore cileno († 1976)
- 4 agosto - Károly Bangi, calciatore ungherese
- 4 agosto - Abeid Karume, politico tanzaniano († 1972)
- 4 agosto - Carolina di Lippe, principessa tedesca († 2001)
- 5 agosto - Federico Alessandrini, giornalista e saggista italiano († 1983)
- 5 agosto - Einar Andersen, calciatore norvegese († 1981)
- 5 agosto - Gino De Biasi, calciatore italiano
- 5 agosto - Jack Evans, giocatore di football americano statunitense († 1980)
- 5 agosto - Federico Fontanive, anarchico italiano († 1984)
- 5 agosto - Antonio Lazzari, geologo italiano († 1979)
- 5 agosto - Wassily Leontief, economista russo († 1999)
- 5 agosto - Artëm Ivanovič Mikojan, ingegnere, imprenditore e politico sovietico († 1970)
- 5 agosto - Michael Mongkhol On Prakhongchit, vescovo cattolico thailandese († 1958)
- 5 agosto - Giuseppe Piccioli, pianista, compositore e musicologo italiano († 1961)
- 5 agosto - August Sackenheim, calciatore tedesco († 1979)
- 6 agosto - Simeon Toribio, altista e politico filippino († 1969)
- 6 agosto - Jean-François Tournon, schermidore francese († 1986)
- 7 agosto - Arthur Kvammen, calciatore norvegese († 1968)
- 8 agosto - Luigi Bosatra, marciatore italiano († 1981)
- 8 agosto - Ugo Ferrazzi, calciatore italiano († 1978)
- 8 agosto - André Jolivet, compositore francese († 1974)
- 8 agosto - Siegfried Lerdon, schermidore tedesco († 1964)
- 9 agosto - Joseph Barbara, mafioso italiano († 1959)
- 9 agosto - Pietro Bucalossi, oncologo e politico italiano († 1992)
- 9 agosto - Leo Genn, attore britannico († 1978)
- 9 agosto - Pierre Klossowski, scrittore, traduttore e pittore francese († 2001)
- 9 agosto - Mary Meilak, poetessa maltese († 1975)
- 9 agosto - Luigi Oscar Moroni, calciatore italiano († 1976)
- 9 agosto - Lorenzo Poggi, ingegnere e fisico italiano († 1978)
- 9 agosto - Nello Ugolini, dirigente sportivo italiano († 2000)
- 10 agosto - Evandro Chagas, radiologo e cardiologo brasiliano († 1940)
- 10 agosto - Karel Hejma, calciatore cecoslovacco († 1980)
- 10 agosto - Richard Kahn, economista britannico († 1989)
- 10 agosto - Angelo Pedrazzini, calciatore italiano
- 10 agosto - Arnolds Tauriņš, calciatore lettone († 1984)
- 11 agosto - Erwin Chargaff, biochimico e scrittore austriaco († 2002)
- 11 agosto - Kurt Gerstein, militare tedesco († 1945)
- 11 agosto - George Rigaud, attore argentino († 1984)
- 12 agosto - Hans Urs von Balthasar, presbitero e teologo svizzero († 1988)
- 12 agosto - Costantino Baroni, storico dell'arte, critico d'arte e archivista italiano († 1956)
- 12 agosto - Karl Paryla, attore e regista austriaco († 1996)
- 12 agosto - Emerich Vogl, calciatore e allenatore di calcio rumeno († 1961)
- 12 agosto - Mario de las Casas, calciatore peruviano († 2002)
- 13 agosto - Gaetano Gimelli, trombettista italiano († 1990)
- 13 agosto - Bruno Giorgi, scultore brasiliano († 1993)
- 13 agosto - Gareth Jones, giornalista gallese († 1935)
- 13 agosto - Angelo de Mojana di Cologna, religioso italiano († 1988)
- 13 agosto - Ivan Aleksandrovič Serov, generale, politico e agente segreto sovietico († 1990)
- 13 agosto - Franz Ziereis, militare tedesco († 1945)
- 14 agosto - Jenő Ligeti, calciatore ungherese († 1944)
- 15 agosto - Aleksejs Andrejevs, calciatore lettone († 1949)
- 15 agosto - Eduardo Astengo, calciatore peruviano († 1969)
- 15 agosto - Hester Ford, supercentenaria statunitense († 2021)
- 15 agosto - Ife Holmes, cestista statunitense († 1985)
- 15 agosto - Joachim Mrugowski, medico tedesco († 1948)
- 15 agosto - Henri Pavillard, calciatore francese († 1978)
- 15 agosto - Laura Perls, psicologa e psicoterapeuta tedesca († 1990)
- 15 agosto - Manfred von Brauchitsch, pilota automobilistico tedesco († 2003)
- 16 agosto - Narcís de Carreras, avvocato spagnolo († 1991)
- 16 agosto - Rita Flynn, attrice statunitense († 1973)
- 16 agosto - Fritz Harnest, pittore e grafico tedesco († 1999)
- 16 agosto - Francesco Pastura, critico musicale e compositore italiano († 1968)
- 16 agosto - Marian Rejewski, matematico e crittografo polacco († 1980)
- 17 agosto - Martin Obzina, scenografo statunitense († 1979)
- 17 agosto - Josef Šíma, calciatore cecoslovacco († 1983)
- 18 agosto - Amelia Boynton Robinson, attivista statunitense († 2015)
- 18 agosto - Margaret Gorman, modella statunitense († 1995)
- 18 agosto - Alessandro Michelagnoli, ammiraglio italiano († 1969)
- 19 agosto - Tamára Abakéliâ, scultrice, scenografa e illustratrice georgiana († 1953)
- 19 agosto - Kārlis Balodis, calciatore lettone († 1972)
- 19 agosto - Rosario Ruggeri, scrittore e medico italiano († 1991)
- 20 agosto - Mikio Naruse, regista, sceneggiatore e produttore cinematografico giapponese († 1969)
- 20 agosto - Jack Teagarden, trombonista e cantante statunitense († 1964)
- 20 agosto - Hans Vinjarengen, sciatore nordico norvegese († 1984)
- 21 agosto - Alfredo Meschi, pittore italiano († 1981)
- 22 agosto - Roy Henkel, hockeista su ghiaccio canadese († 1981)
- 22 agosto - Sam Muchnick, imprenditore statunitense († 1998)
- 22 agosto - Franz Schlieper, generale tedesco († 1974)
- 23 agosto - Phyllis King, tennista britannica († 2006)
- 23 agosto - Constant Lambert, compositore e direttore d'orchestra inglese († 1951)
- 23 agosto - Gino Pancheri, pittore italiano († 1943)
- 23 agosto - Constantin Rozanoff, militare e aviatore francese († 1954)
- 24 agosto - Egidio Bullesi, operaio e marinaio italiano († 1929)
- 24 agosto - Arthur Crudup, musicista statunitense († 1974)
- 24 agosto - Siaka Stevens, politico sierraleonese († 1988)
- 25 agosto - Valentine Davies, sceneggiatore, regista e produttore cinematografico statunitense († 1961)
- 25 agosto - Lorenzo Gallo, calciatore italiano († 1976)
- 25 agosto - Maria Faustina Kowalska, religiosa polacca († 1938)
- 25 agosto - Jack Otterson, scenografo statunitense († 1991)
- 25 agosto - Jimmy Slattery, pugile statunitense († 1960)
- 26 agosto - Antonio Fasolo, calciatore italiano
- 26 agosto - Silvio Omizzolo, pianista e compositore italiano († 1991)
- 26 agosto - Valerio Scarabellotto, ufficiale e aviatore italiano († 1940)
- 26 agosto - Maxwell Shane, sceneggiatore, regista e produttore televisivo statunitense († 1983)
- 27 agosto - Gunnar Christensen, calciatore norvegese († 1988)
- 27 agosto - Paul Gehlhaar, calciatore tedesco († 1968)
- 27 agosto - Joyzelle Joyner, attrice e ballerina statunitense († 1980)
- 27 agosto - Heinz Lammerding, generale tedesco († 1971)
- 27 agosto - Cesare Marchia, politico italiano († 1985)
- 27 agosto - Gordon E. Sawyer, montatore e sceneggiatore statunitense († 1980)
- 27 agosto - Arīs Velouchiōtīs, partigiano greco († 1945)
- 28 agosto - Friedrich Benfer, attore tedesco († 1996)
- 28 agosto - Dhyan Chand, hockeista su prato indiano († 1979)
- 28 agosto - Sam Levene, attore statunitense († 1980)
- 28 agosto - Francesco Occhiuzzi, calciatore uruguaiano († 1960)
- 28 agosto - Roberto Prearo, politico italiano († 1982)
- 28 agosto - Al Taliaferro, fumettista statunitense († 1969)
- 29 agosto - James E. Newcom, montatore statunitense († 1990)
- 29 agosto - Meinrad von Lauchert, generale tedesco († 1987)
- 30 agosto - Eno Bellis, storico, archeologo e scrittore italiano († 1986)
- 30 agosto - Alejandro Giglio, calciatore argentino
- 30 agosto - Béla Kovácsy, calciatore ungherese († 1969)
- 30 agosto - Leo Longanesi, giornalista, scrittore e editore italiano († 1957)
- 30 agosto - István Nemes, calciatore ungherese († 1966)
- 30 agosto - Sarah Selby, attrice statunitense († 1980)
- 31 agosto - Otto Cordes, pallanuotista tedesco († 1970)
- 31 agosto - Sanford Meisner, attore, insegnante e direttore artistico statunitense († 1997)
- 31 agosto - El-Sayed Nosseir, sollevatore egiziano († 1977)
- 31 agosto - Dore Schary, sceneggiatore e produttore cinematografico statunitense († 1980)
- 31 agosto - Leo Richard Smith, vescovo cattolico statunitense († 1963)